# 김민정 (1982년)
김민정(1982년 7월 30일~)은 대한민국의 배우이다.

## 학력
- 서울중대초등학교 졸업
- 일신여자중학교 졸업
- 숙명여자고등학교 졸업
- 한양대학교 연극영화학 학사

## 경력
- 2008년 대한흉부외과학회 흉부외과 홍보대사
- 2010년 제4회 서울충무로국제영화제 홍보대사
- 2012년 금연 홍보대사
- 2019년 제21회 서울국제여성영화제 홍보대사

## 출연 작품

### 드라마
- 1988년 MBC 《MBC 베스트셀러극장 - 미망인》
- 1989년 KBS 1TV 《울밑에선봉선화》
- 1990년 MBC 《꼴찌 수색대》
- 1990년 MBC 《별난가족 별난학교》
- 1990년 MBC 《MBC 신년특집극 - 내 친구 천사》 - 꼬마 천사 역
- 1990년 KBS 2TV 《꽃 피고 새 울면》 - 최소연 역
- 1991년 KBS 1TV 《바람꽃은 시들지 않는다》 - 어린 후야 역
- 1992년 SBS 《여성극장 - 흔들리는 거리》
- 1992년 KBS 2TV 《사랑을 위하여》
- 1993년 SBS 《사랑과 우정》
- 1994년 KBS 2TV 《한명회》 - 한명회의 둘째 딸 역
- 1994년 KBS 2TV 《무당》
- 1994년 MBC 《천국의 나그네》 - 어린 화경 역 (나현희 아역)
- 1995년 KBS 2TV 《장녹수》 - 어린 장녹수 (숙용 장씨) 역 (박지영 아역)
- 1995년 MBC 《사춘기 2》 - 나영 역
- 1996년 MBC 《생명》
- 1996년 KBS 2TV 《조광조》 - 문정왕후 역
- 1996년 SBS 《만강》
- 1996년 MBC 《덕혜》 - 어린 덕혜옹주 역 (이혜숙 아역)
- 1996년 MBC 《길 위의 여자》
- 1997년 KBS 2TV 《KBS 드라마시티 - 아직은 사랑할 시간》
- 1997년 KBS 2TV 《웨딩드레스》 - 제인 역
- 1998년 MBC 《MBC 베스트극장 - 설사약 권하는 사회》
- 1998년 KBS 1TV 《왕과 비》 - 정순왕후 송씨 역
- 1998년 MBC 《보고 또 보고》
- 1999년 KBS 2TV 《KBS 드라마시티 - 즐거운 여자들》
- 1999년 SBS 《카이스트》
- 1999년 MBC 《사랑해 당신을》 - 은미 역
- 2000년 MBC 《나쁜 친구들》 - 김태희 역
- 2002년 SBS 《라이벌》 - 정채연 역
- 2002년 MBC 《고무신 꺼꾸로 신은 이유에 대한 상상》
- 2003년 SBS 《술의 나라》 - 이선희 역
- 2004년 MBC 《아일랜드》 - 한시연 역
- 2005년 SBS 《패션 70's》 - 고준희 (어린 한강희) 역
- 2006년 SBS 《천국보다 낯선》 - 유희란 역
- 2007년 MBC 《뉴하트》 - 남혜석 역
- 2009년 MBC 《2009 외인구단》 - 최엄지 역
- 2011년 KBS 2TV 《가시나무새》 - 한유경 역
- 2012년 tvN 《제3병원》 - 진혜인 역
- 2014년 tvN 《갑동이》 - 오마리아 (김재희) 역
- 2015년 KBS 2TV 《장사의 신 - 객주 2015》 - 매월 역
- 2017년 JTBC 《맨투맨》 - 차도하 역
- 2018년 tvN 《미스터 션샤인》 - 쿠도 히나 역
- 2019년 KBS 2TV 《국민 여러분!》 - 박후자 역
- 2021년 tvN 《악마판사》 - 정선아 역
- 2024년~2025년 채널A 《체크인 한양》 - 설매화 역

### 교양
- 2022년 TV조선 《식객 허영만의 백반기행》 - 게스트

### 시트콤
- 2000년 SBS 《웬만해선 그들을 막을 수 없다》 - 노민정 역

### 영화
- 1992년 《돌아오라 개구리소년》 - 현주 역
- 1993년 《키드캅》 - 은수 역
- 1995년 《지금은 순찰 중》
- 1998년 《짱》 - 반장 역
- 2002년 《버스, 정류장》 - 소희 역
- 2003년 《프로젝트 X》 - 레아 역
- 2004년 《발레교습소》 - 황보수진 역
- 2006년 《음란서생》 - 정빈 역
- 2009년 《작전》 - 유서연 역
- 2012년 《가문의 영광 5 - 가문의 귀환》 - 김효정 역
- 2013년 《밤의 여왕》 - 희주 역

### 예능
- 1998년 KBS 2TV 《가족오락관》 - 게스트
- 2002년 KBS 2TV 《뮤직뱅크》 - MC (2002.04.04~2002.10.17)
- 2004년 SBS 《야심만만 만명에게 물었습니다》 - 게스트
- 2011년 SBS 《일요일이 좋다 - 런닝맨》 - 게스트 (50회, 7월 3일 & 51회, 7월 10일 - with 닉쿤)
- 2011년 KBS 2TV 《해피투게더》 - 게스트 (422회, 11월 5일 - 연예계 십장생 특집)
- 2012년 MBC 《놀러와》 - 게스트
- 2013년 SBS 《일요일이 좋다 - 런닝맨》 - 게스트 (167회, 10월 13일 - with 천정명)
- 2015년 KBS 2TV 《해피투게더 3》 - 게스트
- 2016년 올'리브 《2016 테이스티 로드》 - MC (2016.02.20~2016.10.20)
- 2017년 MBC 에브리원 《김민정의 뷰티크러쉬》 - MC (2017.05.10~2017.05.31)
- 2018년 올'리브 / tvN 《달팽이 호텔》 - MC (2018.01.30~2018.04.21)

### 뮤직비디오
- 2000년 유승준 - 〈찾길바래〉
- 2003년 더 크로스 - 〈당신을 위하여〉
- 2010년 서인국 - 〈사랑해 U〉

### 광고
- 1988년 해태제과 죠슈아 - 런칭 편
- 1990년
  - 현대자동차 엑셀 - 소녀 편
  - 현대자동차 엑셀
  - 해태음료 봉봉 - 우리는 봉봉 삼총사 편 (With 이재은)
  - 대우전자(현 위니아) 디지탈 피아노 벨로체
  - 롯데제과 카스타드 - 엄마 얼굴 & 엄마의 사랑 편
  - 삼도물산 꼼므뜨와
  - 해태제과 생크림바 - 깨끗한 맛 편
  - 시사영어사 세서미 스트리트 - 홈 비디오 & 이게 뭐야 편
  - 제일헬스사이언스 클레오
- 1992년
  - 기린 쌀로 찹쌀떡
  - 소이어패럴 에꼴리에
  - 청구
- 1995년
  - 롯데제과 토픽
  - 롯데제과 하이 칼라 풍선껌
- 1996년 롯데제과 두팡
- 1997년
  - 롯데제과
    - 맥스 & 마블
    - 월드콘 - 월드시리즈 편
    - 누크바 - 노래 편
    - 이빨 빠진 드라큐라

  - 롯데햄 런치 햄
- 1998년
  - 롯데제과 꼬깔콘 - 손가락 편
- 2002년
  - 신영와코루 비너스 솔브
  - 삼보컴퓨터 두루넷 - ON-TV 편 (With 신구, 류승범)
  - 신성통상 캐쥬얼 의류 Ibros (With 권상우)
- 2003년
  - 삼보컴퓨터 두루넷 - 연구실 & 거실 편
  - 현대약품 헬씨 올리고
- 2005년
  - 이랜드 여성 의류 로엠
  - 코리아나 코리아나
- 2008년
  - 하이트진로 참이슬 Fresh (With 지성, 박철민, 신다은)
  - LG생활건강 라끄베르 & 캐시캣
- 2009년
  - 서울우유
  - 존슨앤드존슨 아큐브 디파인 내츄럴 샤인 (With 박민영)
- 2012년
  - 유니레버 코리아 폰즈 딥 글렌징 플랙퓨어
  - 한경희 뷰티 화장품
- 2013년
  - 한경희 뷰티 화장품
  - 요진건설산업 일산 요진 와이시티 (With 김정태)
  - 콜핑 아웃도어 (With 송승헌)
- 2017년 고혼진리퍼블릭

## 음반
- 2009년 MBC 《2009 외인구단》 OST
  - 〈난 너에게〉 (원곡 : 정수라)[1]

## 수상 및 후보
| 연도 | 시상식                         | 부문                           | 작품                   | 결과 |
| ---- | ------------------------------ | ------------------------------ | ---------------------- | ---- |
| 1992 | KBS 연기대상                   | 아역상                         | 바람꽃은 시들지 않는다 | 수상 |
| 1998 | KBS 연기대상                   | 청소년상                       | 왕과 비                | 수상 |
| 2000 | KFHI                           | 봉사상                         | 빈칸                   | 수상 |
| 2002 | 제39회 대종상                  | 신인여우상                     | 버스, 정류장           | 후보 |
| 2002 | SBS 연기대상                   | 뉴스타상                       | 라이벌                 | 수상 |
| 2004 | MBC 연기대상                   | 여자 신인상                    | 아일랜드               | 수상 |
| 2005 | SBS 연기대상                   | 10대 스타상                    | 패션 70's              | 수상 |
| 2006 | 제5회 대한민국영화대상         | 여우주연상                     | 음란서생               | 후보 |
| 2008 | Mnet 20's Choice               | 드라마 스타상                  | 뉴하트                 | 수상 |
| 2008 | MBC 연기대상                   | 미니시리즈부문 황금연기상      | 뉴하트                 | 수상 |
| 2008 | 한국주얼리페어                 | 베스트 주얼리 레이디           | 빈칸                   | 수상 |
| 2015 | 제4회 에이판 스타 어워즈       | 장편드라마부문 여자 우수연기상 | 장사의 신 - 객주 2015  | 수상 |
| 2015 | KBS 연기대상                   | 중편드라마부문 여자 우수연기상 | 장사의 신 - 객주 2015  | 수상 |
| 2018 | 제6회 아시아태평양 스타 어워즈 | 여자 연기상                    | 미스터 션샤인          | 수상 |
| 2019 | 제55회 백상예술대상            | TV부문 여자 조연상             | 미스터 션샤인          | 후보 |
| 2019 | 제14회 숨피 어워즈             | 최우수조연상 여자부문          | 미스터 션샤인          | 후보 |
| 2019 | 제12회 코리아 드라마 어워즈    | 여자 최우수연기상              | 국민 여러분!           | 수상 |
| 2019 | KBS 연기대상                   | 네티즌 상                      | 국민 여러분!           | 후보 |